# De Crans
De Crans was een Vlaamse muziekuitgeverij en een concertfonds, opgericht in 1917 door Jef van Hoof, Prosper Verheyden, Edgar den Haene en Jos Leonard. De naam was ontleend aan het gedicht De Crans est utgehanghen ter herberghe van de 19e-eeuwse dichter Prudens van Duyse. Het bedrijf werd in 1988 opgeheven en ging op in het Peter Benoit Fonds.
De Crans richtte zich op het uitgeven van de muziek van Vlaamse componisten, zowel in bladmuziek, boeken als muziekdragers. Tot aan het overlijden van Van Hoof in 1959 lag sterk de nadruk op het uitgeven van zijn eigen composities. Vanaf 1950 kwam de leiding in handen van Ignace de Sutter, waarna De Crans zich ook ging toeleggen op het organiseren van concerten. Tevens werd meegewerkt aan de opera Willem van Saeftinghe (1963) van Frederik Devreese.
Onder invloed van Magda de Groodt legde De Crans zich vanaf midden jaren 60 tevens toe op andere kunstvormen, zoals poëzie en beeldende kunst. Van 1965 tot 1980 werd zeven maal een prijs uitgereikt die was vernoemd naar Blanka Gyselen. In 1967 werd de Jef van Hoofprijs ingesteld: een driejaarlijkse prijs voor een Nederlandstalig koorwerk. 